# Курдски национализам
Курдски национализам је политички покрет који сматра да Курди заслужују суверену државу у својој домовини, Курдистану, подјељеној на територије у којима су они већина. Тренутно, ове територије се налазе у сјеверном Ираку (укључујући, али не ограничавајући се само на, Ирачки Курдистан), југоисточној Турској (Турски Курдистан) и мањи дијелови сјеверне и сјевероисточне Сирије (Сиријски Курдистан).
Рани курдски национализам настао је за вријеме Османског царстца, у коме су Курди били значајна етничка група. Са распадом Османског царстца, територије са већинским курдским становништвом су подијељене између новоформираних држава (Ирак, Иран, Сирија и Турска), претварајући Курде у значану етничку мањину у свакој држави. Курдски национални покрет је био дуго потискиван од стране Турске, Ирана и већинско арапских држава Ирака и Сирије, све због страха од губљења територија због потенцијално независног Курдистана. Од седамтесетих година 20. вијека, ирачки Курди су потраживали већу аутономију, чак и потпуну независност од режима Бас партије, који је одговорио бруталним мјерама. Осамдесетих године истог вијека, Патриотски фронт Курдистана повео је оружану побуну против турске државе, која је увела вандредно стање. Наког првог заливског рата 1991. године, стварање зоне забрањеног лета ирачки Курди су били заштићени од оружаних снага Садама Хусеина, добијајући знатну аутономију и самоуправу изван контроле ирачке владе. Након инвазије на Ирак 2003. године и збацивањем Садама са власти, Ирачки Курдистан је постао аутономна област, која је имала више од обичне аутономије, а мање од потпуне независности.
Курдски нациоанлизам је дуго заговаран и промовисан од стране широко распрострањене курдске дијаспоре.